# Jurkostein
Jurkostein ist ein historischer Baustoff der 1920er Jahre, der insbesondere von Walter Gropius und den Architekten des Bauhauses eingesetzt wurde. Er vereint niedrige Herstellungskosten mit positiven Materialeigenschaften (flexible Formgebung, gute Wärmedämmung) und unkomplizierter Handhabung.

## Name
Der Jurkostein (auch: JURKO-Stein) wurde von den Architektenbrüdern Johannes und Robert Koppe entwickelt und patentiert, die ihr Akronym als Markennamen verwendeten.

## Eigenschaften
Jurkostein ist ein betonartiger Baustoff, „hergestellt aus Schlacke, Sand und Zement“. Durch die Beimischung des Abfallprodukts Schlacke war er preiswert in der Herstellung. Zudem wirkten die porösen Schlackebestandteile gewichtsreduzierend. Dadurch waren die fertigen Steinplatten auch in größeren Ausführungen bis 100 cm Breite noch leicht genug, dass ein einzelner Bauarbeiter sie ohne Hilfe verarbeiten konnte. Sie verfügten über gute wärmedämmende Eigenschaften, die durch die meist zweilagige Verarbeitung (Innen- und Außenwand mit isolierendem Zwischenraum) noch verstärkt wurden. Je nach Verwendungszweck wurde Jurkostein in speziellen Varianten gefertigt, beispielsweise mit zylindrischen Aussparungen zur Aufnahme von Wasserrohren u. ä.

## Architekturbeispiele
Die vorteilhaften Produkteigenschaften machten Jurkostein zum beliebten Werkstoff der Bauhaus-Architektur. Viele Bauten der 1920er Jahre wurden mit Jurkosteinen errichtet. Beispielhaft seien genannt:
- Haus Auerbach (Jena)
- Bauhausmeistersiedlung (Dessau)
- Haus am Horn (Weimar)
- Siedlung Törten (Dessau)